# 徳楽寺 (伊賀市)
徳楽寺（とくらくじ）は、三重県伊賀市にある、真言宗御室派の仏教寺院。山号は塩岡山（しおおかざん）、院号は薬師院（やくしいん）。本尊は薬師如来。
本尊は秘仏で厨子に入り、33年ごとに開帳される。

## 歴史
寺伝によると、保延6年（1140年）頃、藤原氏が京都東山九条に講善院を建て、新居（にい）荘の田20町歩を寺社領としたとき、この地に薬師院と呼ばれる堂宇を建て、荘務を司っていたとされる。室町期（1390年~）のころ舜栄法印が、徳楽寺として開山したと伝わる。
天正9年（1581年）第二次天正伊賀の乱のとき、織田信長の軍勢によって堂宇を焼かれる。このとき本尊の薬師如来は、天空に飛び去り、行方がわからなくなっていたが、あるとき村人が、東高倉の川の渕に潮がさすのを見て、川底に沈む薬師如来を発見したと伝えられ、その地を今でも「塩渕」（「塩淵」）と呼んでいる。その後信者が、薬師如来に塩断ちをして願掛けをし、その分の塩が奉納され、奉納された塩が白い岡のようになったということで、山号の「塩岡山」の由来になったといわれている。

## 文化財

### 三重県指定有形文化財
- 絹本著色如来荒神曼荼羅図　平成1年（1989年）3月27日指定[3]。
  - 室町初期（1336年~）の作とされ、如来荒神を中心に、不動明王と愛染明王を描き、外院の十二円相内には、上部三像には菩薩形、九像は鬼神形を表し、このような形式の仏画は、国内でも数少ない逸品といわれる。

### 伊賀市指定有形文化財
- 木造黒漆厨子　昭和38年（1963年）4月1日指定[4]。
  - 室町期の作とされ、扉の内側に室町期の特長を現した、極彩色の四天王が描かれている。

## 年中行事
- 1月1日 - 年越詣、修正会
- 1月21日 - 初大師、鏡開き
- 2月3日 - 節分会
- 3月上旬 - 役行者講
- 3月中旬 - 十善講（婦人講）
- 3月・9月彼岸 - 戦没者追悼法要
- 8月上旬 - 施餓鬼法要
- 8月12日 - 同月15日 - 棚経
- 8月21日 - 十善講精霊送り
- 8月24日 - 地蔵盆
- 10月中旬 - 心経講（無縁仏供養）
- 11月上旬 - 水子供養、物故者追悼供養（老人会）

## 周辺
- 上野城 （上野公園）
- 正福寺
- 佛土寺
- 高倉神社
- 和銅の道

## アクセス
- JR伊賀上野駅より西へ徒歩約20分。
- 伊賀鉄道新居駅より徒歩約15分。
- 名阪国道 上野インターチェンジより国道422号を北進し、高砂交差点より 県道680号を西へ。